# Miani (cantante)
Giovanni Miani, più semplicemente Miani (Udine, 25 maggio 1962), è un cantante italiano di musica leggera.

## Carriera
Finalista al Festival di Castrocaro nel 1983 con il brano Mentre te ne vai, si presenta al festival di Sanremo nel 1985 con Me ne andrò, un pezzo dallo stile techno-pop che gli vale il secondo posto tra le Nuove Proposte.
Oltre ai tanti passaggi radiofonici e televisivi, riceve il consenso del pubblico, entrando in classifica non solo in Italia e in Europa ma anche in Asia, Palestina e Scandinavia.
Miani torna a Sanremo l'anno successivo con Ribelle su questa terra  che anche se non è un vero successo ne rilancia le quotazioni a livello internazionale.
Nel 1987 partecipa al festival di Saint Vincent nella categoria "Giovani" con il brano Nuove Frontiere con cui a Toronto si esibisce di fronte a settanta mila persone.L'entusiasmo del pubblico è tale che Miani sarà invitato a partecipare a diverse edizioni successive. 
Il 1988 si apre con un grande progetto per Miani che finalmente pubblica il suo primo disco a lunga durata dal titolo Miani.
Negli anni '90 Miani è protagonista in tutte le città dell'ex Unione Sovietica con una tournée di grande successo che riempie stadi, palazzetto dello sport, circhi e teatri segnando sempre il tutto esaurito con repliche fino a tre volte al giorno. Una menzione speciale la merita la straordinaria esibizione allo Stadio di Kiev dove Miani intrattiene un pubblico estasiato di ben 180.000 persone.
L'emozione per il successo della tournée ed il calore ricevuto dal pubblico è tale che Giovanni Miani scrive una canzone dedicata al popolo russo dal titolo Estern Man (uomo dell est) e nel 1990 esce la raccolta dal titolo Miani per l'etichetta russa MDSU che contiene brani tratti dal suo primo album e il brano Me ne andrò.
Nel 1992 esce il suo secondo CD, Qualcosa di pulito di cui il cantante è autore esclusivo sia dei testi che delle musiche.
Nel 2000 esce il nuovo album Me ne andrò distribuito dalla D.V. More Record che contiene i suoi successi in nuove versioni e inediti; il brano Me ne andrò è presente, oltre che in veste originale, anche in due versioni tecno realizzate per l'occasione.
Nel nuovo millennio dedica un album completamente all'Italia dal titolo Italian Dance Collection Vol. 1 riarrangiando vecchi pezzi e componendo un singolo inedito dal titolo La musica del mare.
L'amore per il Friuli, sua terra di origine, lo ispira a riprendere vecchie villotte friulane e arrangiarle in chiave pop, il progetto piace molto alle radio Italiane che gli dedicano diversi passaggi nelle proprie emittenti.
In seguito all'entusiasmo per l'idea friulana compone alcune canzoni in lingua friulana (quella del primo Pasolini) raccolte nel CD Musiche friulane oggi oggetto di culto.
Miani riappare nel 2007 con la canzone Tu (Vivi nell'Aria). Il brano esce soltanto in rete su YouTube, secondo un nuovo progetto di lancio innovativo, e raccoglie milioni di visualizzazioni sia in Italia che all'estero.
Il brano cattura l'attenzione di Gabry Ponte degli Eiffel 65, che ne realizza un remix che fa da volano al progetto di rilancio di quella che viene definita l'Italo dance, un genere sul filone degli anni ottanta di marca peninsulare esportato in tutto il pianeta.
Si appassionano al brano anche altri dj di fama internazionale che ne realizzano altre versioni remix e nel 2012 esce il nuovo album, con brani natalizi in chiave dance, Xmas Dance - Merry xmas 2u su etichetta Planet Dance Music.
Il 2 maggio 2014 esce con Planet Dance Music la canzone Balade Furlane, in lingua friulana. Nel videoclip il cantante e l'orchestra suonano su un carro di legno strumenti musicali rievocativi, accompagnati da una ballata con vestiti tradizionali friulani dei Danzerini di Lucinico. Il videoclip musicale è diretto da Attilio Caldognetto (DJ Tilo),
Il 18 maggio 2016 esce il singolo Bella Signora, remix della canzone originale di Gianni Morandi effettuato da DJ Matrix, rientrando in classifica in Austria.

## Discografia

### Album in studio
- 1988: Miani (Cinevox, SC 3359)
- 1992: Qualcosa di pulito (Interbeat, 4509 90057-2)
- 2000: Me ne andrò (D.V. More Record, CDDV 6428)
- 2008: Italian Dance Collection Vol. 1 (The Saifam Group, SAI 1516-2)
- 2012: Xmas Dance - Merry xmas 2u (Planet Dance Music)

### Raccolte
- 1990: Miani (MDSU, 3/4 1290)

### Singoli
- 1984: Stella tra noi/Mentre te ne vai (Cinevox, SC 1176) (45 giri)
- 1985: Me ne andrò/Gente (Cinevox, SC 1183) (45 giri)
- 1986: Ribelle su questa terra/Restiamo chiusi (Cinevox, SC 1191) (45 giri)
- 1987: Nuove frontiere/Versione strumentale (Cinevox, SC 1196) (45 giri)
- 1988: Ghetto/Baby non darmi retta (Cinevox/Ricordi) (45 giri)
- 1988: Apriti a me/Top Secret (Cinevox/Ricordi) (45 giri)
- 1992: Tu che vivi nella giungla (Interbeat, UFI 01) (12 pollici, maxi singolo)
- 1994: Kriminal love (Out, OUT 3720) (12 pollici, maxi singolo)
- 1994: Rape me (Dig It International, DMX 10185) (12 pollici, maxi singolo)
- 2003: Gloria (Vale Music, 1578-4) (CD singolo)
- 2005: Lipa ma Mariza (feat. Bobby Solo) (Promodisc) (CD singolo)
- 2006: Tu (Vivi nell'aria) (Sony-BMG, 82876866032) (CD singolo)
- 2007: Che caldo (Interbeat, INTS 01-07) (CD singolo)
- 2009: Vivi nell'aria (feat. Gabry Ponte) (Zoo Digital) (CD singolo)
- 2010: Voglia d'estate (Italo Dance Records, IDR 004) (CD singolo)
- 2010: Stare con te (Planeta Mix Records, PLAMIX-085) (CD singolo)
- 2011: L'amour toujours (Planeta Mix Records, PLAMIX-169) (CD singolo)
- 2011: La pornostar (feat. Lola Engel) (Planeta Mix Records, PLAMIX-112) (CD singolo)

### Singoli digitali
- 2010: Holiday (feat. Mariana) (Zooland Records)
- 2011: Balkanica (Klasse uno srl)
- 2011: Su di noi (Planeta Mix Records)
- 2011: Bunga bunga (Noise Music Lab)
- 2012: Qui si balla (Planeta Mix Records)
- 2012: Il tipico italiano (Planeta Mix Records)
- 2012: Love hasn't age (Planet Dance Music)
- 2014: Balade furlane (Planet Dance Music)
- 2014: Gira (Planet Dance Music)
- 2014: È stato bello (Smilax Records)
- 2014: Stone Age (Inner Circle Records)
- 2014: Sei la vita mia (Ghiro Records)
- 2015: La vida es chula (Planet Dance Music)
- 2015: Reggaetonera (Planet Dance Music)
- 2016: Bella signora (feat. DJ Matrix) (DOL Record)
- 2018: Insieme (Stardome Recordings)
- 2018: Lisa (Volumex)
- 2019: Sarai forte (Kira Records)
- 2020: In spinta massima (feat. Nicky M.) (Stardome Recordings)
- 2020: Riparto da qui (Kira Records)